# Levadne, Tokmak
Levadne (în ucraineană Левадне, în germană Tiegenhagen) este un sat în comuna Dolîna din raionul Tokmak, regiunea Zaporijjea, Ucraina. Satul a fost locuit de germanii pontici.   

## Demografie
Componența lingvistică a localității Levadne
     Ucraineană (90,09%)
     Rusă (9,91%)
Conform recensământului din 2001, majoritatea populației localității Levadne era vorbitoare de ucraineană (90,09%), existând în minoritate și vorbitori de rusă (9,91%).